# Diphyus charlottae
Diphyus charlottae là một loài tò vò trong họ Ichneumonidae.